# Holcolemma dispar
Holcolemma dispar är en gräsart som beskrevs av Clayton. Holcolemma dispar ingår i släktet Holcolemma och familjen gräs. Inga underarter finns listade i Catalogue of Life.